# Yonaka
Yonaka (estilizada como YONAKA) é uma banda de rock britânica sediada em Brighton. A banda é composta por Theresa Jarvis nos vocais, George Edwards na guitarra, Alex Crosby no baixo e teclado e Robert Mason na bateria. A banda lançou seu primeiro álbum, Don't Wait 'Till Tomorrow em 31 de maio de 2019.

## História
Yonaka se apresentou no palco da BBC Introducing no Big Weekend da Radio 1 em 2016 e lançou seu primeiro EP HEAVY no ano seguinte.
Em 2018, o grupo lançou mais dois EPs, Teach Me to Fight e Creature. A faixa-título do Creature alcançou o topo do Kerrang! Rock Chart em dezembro de 2018.
Em outubro de 2018, eles tocaram uma sessão de 4 faixas nos icônicos estúdios da BBC Maida Vale, durante o qual apresentaram um mashup ao vivo de Jumpsuit do duo Twenty One Pilots e Paparazzi da cantora Lady Gaga.
'Teach Me to Fight' foi usado como a música tema oficial do evento Fastlane da WWE, em março de 2019.
Em maio de 2019, a Yonaka assinou com a gravadora americana Fueled By Ramen antes do lançamento de seu álbum de estréia, Don't Wait 'Till Tomorrow, no dia 31 de maio. O álbum alcançou 38 na parada de álbuns do Reino Unido e 10 na parada de álbuns de vinil do Reino Unido. A banda também foi indicada ao prêmio de melhor estreante britânico no Prêmios Kerrang 2019!

## Discografia

### Álbum de estúdio
- Don't Wait 'Till Tomorrow[7] (2019)

### Mixtapes
- Seize the Power[8] (2021)

### EPs
- Heavy (2017)
- Teach Me to Fight (2018)
- Creature (2018)
- Welcome to My House[9] (2023)

### Singles
- Ignorance (2016)
- Drongo (2016)
- Wouldn't Wanna Be Ya (2017)
- Bubblegum (2017)
- F.W.T.B. (2018)
- Waves (2018)
- Own Worst Enemy (2018)
- Creature (2018)
- Fired Up (2018)
- Bad Company (2019)
- Lose Our Heads (2019)
- Seize the Power (2021)
- Ordinary (2021)
- Call Me a Saint (2021)
- Raise Your Glass (2021)
- PANIC (2023)
- Welcome to My House (2023)
- Give Me My Halo (2023)

### Videoclipes
- Wouldn't Wanna Be Ya (2017)
- Bubblegum (2017)
- Lose Our Heads (2019)
- Don't Wait 'Til Tomorrow (2019)
- Rockstar (2019)
- Seize the Power (2021)
- PANIC (2023)
- Welcome to My House (2023)